# Valea Popii (okręg Călărași)
Valea Popii – wieś w Rumunii, w okręgu Călărași, w gminie Radovanu. W 2011 roku liczyła 592 mieszkańców.